# Pampacolca (distrito)
O Distrito peruano de Pampacolca é um dos catorze distritos que formam a Província de Castilla, situada no Departamento de Arequipa, pertencente a Região Arequipa, no Peru.
A cidade de Pampacolca encontra-se a 2.950 metros acima do nível do mar, localizada na bacia formada pelo Nevado Coropuna. Geograficamente está situada a 15º 43' de latitude sul e 72º 34' de longitude oeste.

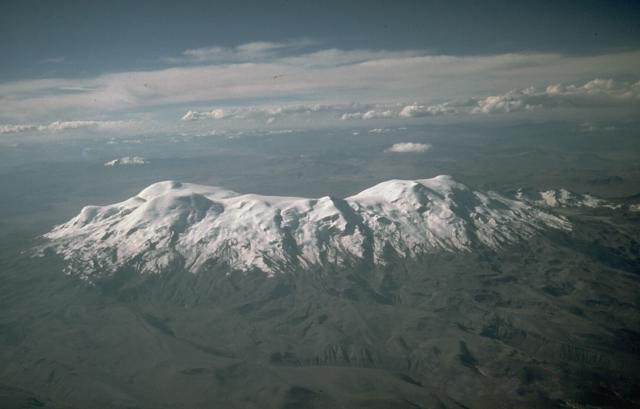
Vista aérea do Nevado Coropuna

É a terra natal do ideólogo de independência da américa, Juan Pablo Vizcardo y Guzmán (* Pampacolca, 1748 - † Londres, 1798). Jesuita e intelectual, autor da Carta dirigida a los españoles americanos (1791), onde diante da iminência do terceiro centenário da descoberta da América faz uma defesa do princípio da autodeterminação dos povos e resume os três séculos de colonialismo com quatro palavras: "ingratidão, injustiça, escravidão e desolação".

## Transporte
O distrito de Pampacolca é servido pela seguinte rodovia:
- AR-107, que liga o distrito de Chuquibamba à cidade de Tipán[2][3][4]